# مرد شباهنگ
مرد شباهنگ (به انگلیسی: Dog Star Man) مجموعه‌ای از چند فیلم کوتاه تجربی به کارگردانی استن برکج محصول کشور ایالات متحده آمریکا است که بین ۱۹۶۱ تا ۱۹۶۴ منتشر شد. این فیلم شامل یک پیش‌نمایش و چهار قسمت است. این پنج فیلم با یکدیگر فیلمی بزرگتر را تشکیل می‌دهند و تقریباً همیشه با یکدیگر به عنوان یک فیلم نمایش داده می‌شوند.